# Десети пехотен родопски полк
Десети пехотен родопски полк е български полк взел участие в Балканската (1912 – 1913), Междусъюзническата (1913), Първата световна война (1915 – 1918) и Втора световна война (1941 – 1945).

## Формиране
Десети пехотен родопски полк е формиран в Хасково под името Десети пеши родопски полк с указ №61 на княз Александър I Батенберг от 23 декември 1885 г., след примирието от Сръбско-българската война (1885). В състава му влизат 10-а хасковска дружина, 8-а пловдивска резервна дружина, 6-а пловдивска резервна дружина и 4-та пещерска дружина от Източнорумелийската милиция. На 26 януари 1898 г. с Указ №13 на княз Фердинанд територията на България е разделена на шест дивизионни области, 24 полкови окръжия и 88 военни околии. Съгласно указа Хасковското полково окръжие влиза в състава на 2-ра тракийска дивизионна област и обхваща Хасковска, Харманлийска и Борисовградска (дн. Първомайска) околия. С Указ № 88 от 30 декември 1903 г. Десети родопски полк влиза в състава на 1-ва бригада от VIII Тунджанска дивизия с щаб в гр. Ст. Загора.

## Балкански войни (1912 – 1913)
Десети родопски пехотен полк е мобилизиран в гр. Хасково. През цялата нощ на 17-и срещу 18 септември в казармите пристигат хора от селата на околиите, влизащи в състава на 10-о военно-инспекционно окръжие. На 18-и и 19 септември се раздават облекло и оръжие и на 20 септември полкът е в пълния си състав. 10 Родопски полк влиза в състава на Втора армия, Осма Тунджанска дивизия, 1-ва пехотнабригада. На 25 септември полка напуска Хасково под гръмкото „Ура“ на събралите се граждани и изпращачи и звуците на марша „Шуми Марица“. На 4 октомври 1912 г. войната е обявена. На 5 октомври на преди разсъмване 10 Родопски полк настъпва по пътя с. Бисер-с. Белица (общ. Любимец)-с. Лозен- с. Сива река, като задачата му е да превземе връх Трите чуки, гарата в Свиленград и моста на р. Марица. Турците се опитват да вдигнат моста във въздуха, но не успяват и са отблъснати към Одрин. На 7 и 8 октомври полкът атакува турците на височините при селата Булдуркьой и Кадъркьой и ги превзема. Дава 9 жертви, а противника 60 жертви, 16 пленника, а също и военни трофеи- картечница, 20 пушки и патрони. На 09.10.12г Шукри паша- командирът на Одринската крепост, предприема нападение при позициите на полка при селата Коюнлии и Юруш. След сражения турците са отблъснати към крепостта, като отстъплението им се превръща в паническо бягство. Турските загуби пред позицията на 10 Родопски, 30 Шейновски и 51 пехотен полк са около 900 убити. 10 Родопски полк дава в сраженията 6-има убити и 70 ранени войници. На 15 октомври 10 Родопски полк започва да преминава през 3 понтонни моста, силно придошлата, р. Арда. На 16-и турците ги атакуват с 15 дружини, които са подкрепени от артилерия, но са отблъснати. През нощта на 20 октомври, в непрестанен дъжд и дълбока кал, полкът се придвижва към Източния сектор на Одринската крепост. В следващите дни полкът води боеве, като настъпва Кум дере и заема гребените на Ески Кумлук и Пачаджилар. Опитите на турците да контра-атакуват са отблъснати. В боевете 10 Родопски полк дава 41 убити и 353 ранени войници. Дружина от полка участва в пленяването на 14 000 корпус на Явер паша на 15 ноември. На 12 януари 1913 г. внезапно, от разрив на сърцето, почива командирът на полка и на негово място е назначен подполковник Янков. След провала на мирните преговори в полка се получава заповед, че примирието е изтекло и артилерията започва да обстрелва Одрин. За периода 21 – 26 януари 1913 г. се водят слаби престрелки, които обаче водят до 47 ранени войници от полка. За командир на Източния сектор е назначен военния инженер ген. Георги Вазов- брат на поета Ив. Вазов. В резултат на което са предприети активни действия в сектора. Участъка на полка е зает от 29-и Ямболски полк, а 23-ти Шипченски полк разделя своя участък с 10 Родопски полк. Точно на 27.01.1913г в 5ч. сутринта, при разместването на частите, турците предприемат атака срещу сектора и нахлуват в българските окопи. Благодарение на бързата реакция на командира на 1-ва рота на 10 Родопски полк- поручик Свраков, който усеща, че положението е критично- с натъкнат нож и викове „Ура“, той повежда ротата си напред и отблъсква с ротата си атакуващите турци, като примера на 1-ва рота е последван и от останалите роти на полка. Тази победа на борисовградци, хасковци и харманлийци струва кръвта на 42-ма убити, но врага дава 800 убити. На следващата нощ турците отново атакуват полка, като са отблъснати и не правят нови опит за атака до 10 март. Полкът дава загуби от 8 убити и 105 ранени българи. Ген. Вазов решава да атакува едновременно с изненада всички турски позиции, но главния удар да се насочи срещу фортовете Айваз баба и Айджи йолу в Изт. сектор на Одрин. През нощта на 11 март ротите тихомълком се придвижват и преминават Кум дере в посока крепостта. От двете страни на 10 Родопски полк са 23-ти и 32-ри полкове. Пионерните части пробиват проходи през мрежите и загражденията и с мощно „ура“ родопци настъпват. Скоро турците са уплашени, разбити и обърнати в бягство. Превзети са позициите на турците на Маслака и Малтепе пред крепостта. Артилерията се измества незабавно напред след полка- това е един от българските приносите в световната военна история. В 7ч. на 12 март турците окончателно са отблъснати зад фортовия пояс. Решено е 23-ти Шипченски полк да атакува Айваз баба, а 10 Родопски полк форта Айджи йолу. В 23.30 ч. 10 Родопски полк започва своето настъпление. Пионерските команди достигат телените мрежи и правят два прохода в тях. Турците поддържат силен огън, но поради ефективността на българската артилерия, техният огън е разсеян. Родопци атакуват през проходите и в 1.45ч на 13 март 1913 г. завладяват Айджи йолу, като борисовградчани, хасковлии и харманлийци са първите стъпили в Одринската крепост. Войниците влезли във форта се размесват. Летят шрапнели. Един войник се качва да подаде сигнал с червен фенер на българската артилерия да спре обстрела на форта, но пада ранен. Друг поема фенера. След това пада и Айваз баба превзет от шипченци. Родопци пленяват и едно турско бойно знаме. Турците правят опит да си възвърнат фортовете, но са отхвърлени. Уплашеният Шукри паша-комендант на крепостта, от нахлуването на 10 Родопски полк, заповядва да се взривят складовете с храна и боеприпаси и в 8.30ч. се предава заедно с крепостта Одрин. По заповед на командващия армията 10-и Родопски полк и 23-ти Шипченски полк получават правото първи да влязат в превзетия Одрин. На 12-и и 13 март 1913 г. при щурма на Одрин нашият полк дава 185 убити, а от болести и рани умират още 64 души.
През Междусъюзническа война (1913) полкът се бие на Македонския военен театър. Взема участие в боя при Брегалница, където падат още 28 души от полка. Участва и в атаката на връх Говедар, на връх Повиен, където падат 4 офицери и 69 подофицери и войници от полка. След войната жертвите от полка се увеличават с още 47 – починали от рани и болести придобите по време на военните действия.

## Първа световна война (1915 – 1918)
Полкът взема участие в Първата световна война (1915 – 1918) в състава на 1-ва бригада от 8-а пехотна тунджанска дивизия, която е част от 2-ра армия с която участва в Овчеполската настъпателна операция.
Полкът разполага със следния числен състав, добитък, обоз и въоръжение:
| Числен състав                                       | Добитък   | Обоз                                                    | Въоръжение                           |
| --------------------------------------------------- | --------- | ------------------------------------------------------- | ------------------------------------ |
| Офицери: 53 Чиновници: 4 Подофицери и войници: 5374 | Коне: 485 | Обикновени коли: 18 Товарни коли: 371 Специални коли: 4 | Пушки и карабини: 4450 Картечници: 4 |

Десети полк участва в боя при Босфат, в Чеганската операция (1916), в боевете при Мигла, Баница и Малка Нидже, Петеле, Св. Спиродон. Участва и в боевете при Завоя на р. Черна (3 – 13 октомври 1916), където полка дава 91 жертви. На 18 април 1917 година от кадър на 10-и, 30-и пехотен полк и 9-а погранична дружина се формира 85-и пехотен полк.
По-късно полкът е изпратен на Беломорския фронт. Участва и в отбраната на Добро поле през 1917 – 1918 година.

## Между двете световни войни
На 1 декември 1920 година в изпълнение на клаузите на Ньойския мирен договор полкът е реорганизиран в 10-а пехотна родопска дружина. През 1923 г. участва в потушаването на Септемврийското въстание. През 1928 година полкът е отново формиран от частите на 10-а пехотна родопска дружина и 9-а мастанлийска дружина, но до 1935 година носи явното название дружина.
Съгласно заповед №63 от 30 март 1935 година 2-ра и 3-та дружина на полка носят явното наименование Мастанлийска окръжна пеша жандармерия, а 1-ва – 10-а пехотна родопска дружина.

## Втора световна война (1941 – 1945)
През Втора световна война (1941 – 1945) полкът се мобилизира и е съсредоточен в района на Гюмюрджина и Дедеагач, при с. Макри (1941), след което през 1942 г. е на Прикриващия фронт, а от месец ноември 1943 г. влиза в състава на Втори окупационен корпус. Взема участие във втората фаза на заключителния етап на войната в състава на 10-а пехотна родопска дивизия.
През периода, когато полкът е на фронта, на Прикриващия фронт или във 2-ри окупационен корпус, в мирновременния му гарнизон се формира 10-а допълваща дружина. През септември 1944 г. към полка се формира гвардейска дружина. Съгласно поверителна заповед №72 от 10 май 1945 г. на Началника на 10-а дивизионна област от 15 май 10-а пехотна допълваща дружина и гвардейската дружина преминават в мирновременния щат на 10-и пехотен полк.

## Наименования
През годините полкът носи различни имена според претърпените реорганизации:
- Десети пеши родопски полк (1885 – 1892)
- Десети пехотен родопски полк (1893 – 1918)
- Десети пехотен Родопски на Н. В. Лудвиг ІІІ Крал Баварски полк (1918 – 1919)
- Десети пехотен родопски полк (1919 – 1920)
- Десета пехотна родопска дружина (1920 – 1937)
- Десети пехотен полк (1938 – 1950)
- Десети стрелкови полк (1950)

## Командири
Званията са към датата на заемане на длъжността.
| №   | звание       | име                 | дати                                |
| --- | ------------ | ------------------- | ----------------------------------- |
| 1.  | Капитан      | Ганю Атанасов       | 1885                                |
| 2.  | Капитан      | Кръстю Маринов      | 1885/1886                           |
| 3.  | Капитан      | Михаил Тепавски     | от 11 декември 1885                 |
| 4.  | Капитан      | Стоян Боушаров      | 19 април 1886 – 11 октомври 1886    |
| 5.  | Капитан      | Никифор Никифоров   | 12 октомври 1886 – 1 февруари 1887  |
| 6.  | Майор        | Васил Кутинчев      | 8 февруари 1887 – 22 март 1888      |
| 7.  | Майор        | Павел Христов       | 1888                                |
| 7.  | Майор        | Никола Иванов       | лято 1888 (временен)                |
|     | Майор        | Добри Иванов        | от 1 януари 1891                    |
|     | Майор        | Панев               | към 10 януари 1891                  |
| 8.  | Майор        | Никола Иванов       | 1 февруари 1891 – 7 октомври 1895   |
| 9.  | Подполковник | Никола Рибаров      |                                     |
| 10. | Полковник    | Токлуджанов         | 31 януари 1898 – 15 март 1900       |
| 11. | Полковник    | Иван Сарафов        | 16 март 1900 – 19 септември 1902    |
| 12. | Полковник    | Михаил Евров        | 20 септември 1904 – 6 юни 1909      |
| 13. | Подполковник | Атила Зафиров       | 1909                                |
| 14. | Полковник    | Стоян Топузов       | 1 февруари 1910 – 12 януари 1913    |
| 15. | Подполковник | Георги Янков        | 13 януари 1913 – 9 септември 1915   |
| 16. | Подполковник | Петър Атанасов      | 10 септември 1915 – 23 август 1916  |
| 17. | Полковник    | Никола Константинов | 25 август 1916 – 16 октомври 1916   |
| 18. | Полковник    | Дойко Токушев       | 17 октомври 1916 – 9 септември 1919 |
| 19. | Подполковник | Стано Петров        | 24 септември 1919 – 1 ноември 1920  |
| 20. | Подполковник | Иван Кючуков        | 30 ноември 1920 – 20 октомври 1921  |
| 21. | Подполковник | Стефан Цанев        | 29 октомври 1921 – 9 септември 1924 |
| 22. | Полковник    | Атанас Драгиев      | 1924 – 1926                         |
| 23. | Полковник    | Георги Герасимов    | от 1927                             |
| 24. | Полковник    | Стефан Цанев        | 1928                                |
| 25. | Полковник    | Ангел Козарев       | 1 юни 1929 – 1 май 1931             |
| 26. | Полковник    | Атанас Драгиев      | 1931 – 1934                         |
| 27. | Подполковник | Никола Генков       | 29 май 1934 – 13 ноември 1935       |
| 28. | Подполковник | Иван Константинов   | 13 ноември 1935 – 17 март 1938      |
| 29. | Полковник    | Георги Шкодрев      | 1938 – 24.08.1941г.                 |
| 30. | Подполковник | Кирил Христов       | 25.08.1941 – 09.09.1944г.           |
| 31. | Полковник    | Стоян Найденов      | от 9 септември 1944                 |
|     | Полковник    | Веселин Вълков      | 22.02.1945 - 31.08.1945г.           |
|     | Подполковник | Стоян Найденов      | 1946 – 1947?                        |
|     | Подполковник | Иван Разсуканов     | от 1947 (временно)                  |
|     | Полковник    | Иван Врачев         | декември 1948 – 6 март 1950         |

Други командири: Христо Паков, Михаил Атанасов (1938 – 1941), полк. Стефан Каров (от 1935), Георги Стоилков